# Angelika (muzikál)
Muzikál Angelika z autorské dílny Michala Davida měl světovou premiéru 6. března 2007. Vznikl na motivy stejnojmenného historického románu Anne Golonové. V představení byla použita i hudba Michela Magneho ze známých filmových adaptací. Muzikál vznikl na prknech Divadla Broadway a představení muzikálu se při své návštěvě Prahy zúčastnila i spisovatelka Anne Golonová. První uvádění muzikálu trvalo do června 2008. 28. ledna 2010 se konala obnovená premiéra, ve které Dashu nahradila v hlavní roli Kamila Nývltová. Toto druhé uvádění však bylo záhy ukončeno kvůli razantnímu zvýšení poplatku za práva od Anne Golon. Muzikál tak byl definitivně ukončen.
Dne 18. února 2016 se konala v Divadle Broadway obnovená premiéra , tentokráte však v režii Libora Vaculíka.
Výběr písní z muzikálu vyšel na CD a kompletní záznam představení lze zakoupit na 2DVD s četnými bonusy.

## Obsah muzikálu
Romantický děj se odehrává v době vlády krále Ludvíka XIV. a sleduje příběh krásné Angeliky de Sancé de Monteloup, která je svým nechtěným sňatkem s Joffreyem de Peyracem vržena do víru královských intrik. Její počáteční odpor k Peyracovi se postupně mění v hluboký cit.
Shodou dramatických okolností překazí Angelika plánovanou vraždu krále. Ten je krásnou Angelikou okouzlen a chce ji získat. Ve vykonstruovaném procesu je Joffrey de Peyrac označen jako spiklenec ďábla a má být na náměstí de Gréve upálen. Angelika se uchyluje mezi pařížskou lůzu a po smrti její první lásky Nicolase se stává "markýzou" pařížských plebejců.
Díky sňatku s Filipem Plessis-Belliéres se Angelika vrací mezi pařížskou smetánku. Její cesta motivovaná pomstou nespravedlivé smrti jejího manžela Joffreyho de Peyraca ji dostává až před samotného krále. Tomu předává seznam spiklenců, tedy těch, kteří ho chtěli zavraždit. Král nechává spiklence za velezradu zatknout.
Za splnění státního úkolu, přípravy smlouvy mezi Francií a Bachtiary Bejem – vyslancem sultána, vrací král Angelice majetek jejího manžela Peyraca. Vyslanec Bachtiary Bej žádá jako dar pro sultána Angeliku, král to odmítá a veřejně ji prohlásí za svou přítelkyni. Angelika se od krále dozvídá, že se Peyracovi podařilo z vězení uniknout, na útěku však prý údajně zahynul. Angelika králi nevěří a proto rozhodne se jít Peyraca hledat.
Na zámku v Toulouse se Angelika na krátký okamžik skutečně s Joffreyem setkává. Ten je však chladný, je psancem a ona má mocného ochránce, krále. Angelika se zapřísahá, že králi nikdy nepatřila a také nikdy patřit nebude, ale Joffrey už mizí v tajných chodbách zámku. Zoufalá Angelika se vzápětí stává obětí únosu- zhrzený Bachtiary Bej se rozhodl jí získat dárek pro svého pána násilím.
V sultánově harému propadá Angelika naprostému zoufalství, ale zůstává nezlomená a hrdá, odmítá být hříčkou sultánovou. Po krutém bičování se jí podaří s pomocí dvou eunuchů (dříve příslušníků pařížské lůzy) uprchnout do pouště.
Nerovný boj však záhy vzdá a prosí Boha, aby ji k sobě povolal. Upadá do agónie, tudíž netuší, že Joffrey, který se jí vydal po stopách, ji zachránil a přivezl zpět na zámek Toulouse.
Po mnohých peripetiích tak těžce zkoušená láska zvítězí.

## Seznam písní
Oventure (hlas Paní M.M.)
```
    Herečka představí začátek děje.
```

Já už léta sním (Angelika, Nicolas, Otec Angeliky), 2016 bez části s otcem Angeliky
```
    Angelika je propuštěna z kláštera, její otec ale nechce, aby byla s Nicolasem.
```

Já povím to líp (Angelika)
```
    Angelika zpívá o svobodě bez manželství.
```

Co si počít mám (Angelika, Nicolas)
```
    Angelika si přeje, aby Nicolas byl její první.
```

Zásnubní terčet (Angelika, Contoire, Peyrac)
```
    Angelika slíbila otci, že si vezme Peyraca.
```

Krátká vášeň záhy odezní (Contoire)
```
    Contoire si slibuje, že se k ní Peyrac ještě vrátí.
```

Má svatba býti nezvratná (Contoire, Peyrac)
```
    Contoire slibuje Peyracovi pomstu za odmítnutí.
```

Mám skrýt pláč (Angelika, Peyrac)
```
    Svatební noc, Peyrac nechá Angeliku být.
```

Kdo mne nechce vidět žít (Angelika)
```
    Služebná otrávila šaty jedem, Angelika vyzvídá, kdo jí to nakázal.
```

Dlouho mu vše prochází (Contoire, Král, Arcibiskup), 2016 bez Arcibiskupa
Contoire říká králi o tom, jak moc je Peyrac bohatý.
Může z nás dvou být pár (Angelika, Peyrac)
```
    Angelika se zamilovala do Peyraca.
```

Dáma ze všech dam (Angelika, Peyrac)
```
    Peyrac dává Angelice krásné šaty.
```

Sám nestačí se dívat král (Angelika, Král, Peyrac)
```
    Král je šokován bohatstvím Peyraca.
```

Je to zázrak (Angelika, Peyrac)
```
    Angelika s Peyracem se milují.
```

Peyrac je prý čaroděj (Angelika, Desgrez)
```
    Angelika prosí Desgreze, aby pomohl Peyracovi u soudu.
```

Ta dáma nesmí žít (Contoire, Lorraine, Filip), 2016 jen Contoire
```
    Angelika jde ke králi, Contoire jí chce zabít.
```

Starý vitriol (Angelika, Contoire, Lorraine, Desgrez), 2016 bez Lorraina
```
    Contoire a Lorraine chtějí otrávit Angeliku, tu zachrání Desgrez.
```

Naše láska trvá dál (Angelika, Peyrac)
```
    Angelika se loučí s Peyracem před jeho smrtí.
```

Za chvíli svítá (Angelika, Desgrez)
```
    Desgrez radí Angelice, aby šla do podsvětí.
```

My jsme lůza pařížská lůza (Geno, Stelien, company)
```
    Podsvětí vítá Angeliku.
```

Jak láska zdolá úskalí (Angelika, Nicolas)
```
    Angelika se po letech setkává s Nicolasem, ten ji chce za ženu.
```

Snad měl bych jít (Nicolas)
```
    Nicolas umírá v náručí Angeliky.
```

Doufám, že mi sílu Bůh dá (Angelika)
```
    Angelika se stává markýzou podsvětí a slibuje, že se pomstí králi.
```

1. My jsme lůza pařížská lůza (Špína, company)

1. Náhodná známost (Angelika, Špína)

1. Ať slova jen dál zní (Špína)

1. Jsem vlastním pánem (Desgrez)

1. Ten starý vitriol (Král, Lorraine, Filip), není 2016

1. Za chvíli svítá (Angelika, Desgrez, Filip), není 2016

1. Slavné zvony svatební (Angelika, Desgrez, Filip, Lorraine), není 2016

1. Sám nestačí se dívat král (Angelika, Král, Montespane, Filip, Lorraine, Desgrez), 2016 bez Lorraina

1. Na příchod Antikrista chystání (Montespane)

1. A tak Bože přání mám (Angelika)

1. Smlouva už je podepsána (Angelika, Král, Bachtiary Bej)

1. Ne a ne, stále říká ne (Král), 2016 po písni Ta dáma nesmí žít v první polovině (zkrácená verze)

1. Lásko má, nech dál mě spát (Peyrac)

1. Den jako den (Angelika, Bachtiary Baj)

1. "turecká píseň" (Bachtiary Baj)

1. Královna pouště (Angelika, Bachtiary Baj)

1. Doufám, že mi smrt už Bůh dá (Angelika)

1. Láska zázraky vykoná (Angelika, Peyrac, všichni)

## Autoři
- Hudba: Michal David, Michel Magne
- Libreto: Lou Fanánek Hagen
- Scénář a režie: Jozef Bednárik , Libor Vaculík ( režie obnovené premiéry)
- Choreografie: Libor Vaculík

## Osoby a obsazení
- Angelika: Monika Absolonová, Leona Machálková, Dasha, Kamila Nývltová, Michaela Gemrotová
- Joffrey de Peyrac: Zbyněk Fric, Marian Vojtko, Josef Vojtek
- Nicolas: Alan Bastien, Tomáš Beroun, Bohuš Matuš, Josef Vágner
- Špína: Juraj Bernáth, Zbyněk Fric, Tomáš Savka
- Contoire: Petra Janů, Radka Fišarová, Linda Finková
- Desgrez: Bohouš Josef, Martin Pošta, Tomáš Trapl
- Montespane: Zdenka Trvalcová, Zuzana Norisová, Šárka Vaňková, Taťána Chvojka
- Král Ludvík XIV.: Martin Skala, Vilém Čok, Pavel Polák
- Lorraine: Jiří Helekal, Lešek Semelka
- Bachtiary bej: Ali Amiri, Juraj Bernáth, Pavel Vítek
- Otec Angeliky/ Arcibiskup: Tomáš Bartůněk, Vladimír Brabec, Jiří Helekal, Vlastimil Zavřel, Ivan Vyskočil
- Filip: Dušan Kollár, Jaromír Holub, Petr Poláček
- Gendére: Michal Tůma, Robert Kryl, Jiří Krytinář
- Paní MM: Nelly Danko, Ljuba Dančenko
- Geno: Petr Novotný, Zdeněk Izer, Aleš Háma
- Stelien: Jakub Wehrenberg, Petr Pečený, Jan Kuželka
- Lejla Ajša: Jovanka Skrčeská, Kristina Bastienová

## Obsazení 2016
- ANGELIKA - Alžbeta Bartošová / Michaela Gemrotová / Kamila Nývltová
- JOFFREY DE PEYRAC - Josef Vojtek / Marian Vojtko
- DESGREZ - Bohouš Josef / Tomáš Trapl
- NICOLAS - Jan Kopečný / Josef Vágner
- ŠPÍNA - Peter Pecha / Jakub Kudrnáč / Michal Veselý
- KRÁL LUDVÍK XIV. - Vilém Čok / Martin Šemík
- BACHTIARY BEJ - Ali Amiri / Petr Daniel
- GENDÉRE - Michal Tůma / Robert Kryl
- GENO:  Zdeněk Izer / Bronislav Kotiš
- STELIEN -  Jan Kuželka / Petr Pečený / Ivan Vyskočil
- CONTOIRE - Yvetta Blanarovičová / Olga Lounová / Radka Fišarová
- MONTESPAN - Lucia Jagerčíková / Markéta Procházková / Zdenka Trvalcová
- PANÍ M.M. - Ljuba Dančenko / Nelly Danko
- LORRAINE - Marek Lhotský / Michal Klohna
- FILIP - Dominik Peřina / Jiří Marek
- VIVIENNE - Ines Ben Ahmed / Natálie Grossová / Anežka Lišková
- HLAS PANÍ M.M. - Libuše Švormová
- HLAS OTCE ANGELIKY - Vlastimil Zavřel

## Ohlasy z tisku
- Musical.cz - Kamila Nývltová se premiérově představila jako muzikálová „Angelika“ (+ videa)
- Musical.cz - Recenze DVD muzikálu "Angelika"
- iDnes.cz - Angelika servíruje k šampaňskému knedlíky